# Osonen
Osonen är en ö i Finland.   Den ligger i kommunen Tövsala i den ekonomiska regionen Nystadsregionen och landskapet Egentliga Finland, i den sydvästra delen av landet, 180 km väster om huvudstaden Helsingfors.